# Tapirvissen
Tapirvissen of olifantvissen (Mormyridae) zijn een familie van zoetwatervissen.

## Kenmerken
De kop van de vis beslaat ongeveer een kwart van het lichaam. Zijn naam is ontleend aan de opvallende lange, slurfachtige onderkaak. De vis heeft een lange smalle staartwortel. De grijze grondkleur is zeer donker; op de flanken tekenen zich twee gebogen witachtige strepen af tussen de ver naar achteren geplaatste rug- en de aarsvin. De smalle staartvin is diep gevorkt. Bij de meeste soorten hebben de mannetjes een aarsvin die licht ingekerfd is. De borstvinnen lijken op zwemhanden en de buikvinnen zijn klein. 
Alle tapirvissen bezitten een elektrisch orgaan, dat ze gebruiken om zich te oriënteren in donker, troebel water. Dit orgaan is onderwerp van veel wetenschappelijk onderzoek. Aangenomen wordt dat de vissen het ook gebruiken om onderling te communiceren. Het gezichtsvermogen van tapirvissen is slecht. Ze kunnen slechts donker en licht onderscheiden.

## Leefwijze
Deze nachtactieve vissen voeden zich voornamelijk met insectenlarven, maar de grotere soorten voeden zich ook wel met vissen.

## Verspreiding en leefgebied
Deze familie komt voornamelijk voor in Afrika. 

## Kweek
Over de kweek van deze vissen is tot nu toe nog maar weinig bekend. 
Tegenwoordig worden sommige soorten ook in aquarium gehouden. De bekendste aquariumbewoner onder de tapirvissen is waarschijnlijk de olifantsvis (Gnathonemus petersii). 